# Шеллі (Міннесота)
Шеллі (англ. Shelly) — місто (англ. city) в США, в окрузі Норман штату Міннесота. Населення — 179 осіб (2020).

## Географія
Шеллі розташоване за координатами 47°27′30″ пн. ш. 96°49′11″ зх. д. / 47.45833° пн. ш. 96.81972° зх. д. (47.458284, -96.819664).  За даними Бюро перепису населення США в 2010 році місто мало площу 0,55 км², уся площа — суходіл.

## Демографія
Згідно з переписом 2010 року, у місті мешкала 191 особа в 90 домогосподарствах у складі 46 родин. Густота населення становила 350 осіб/км².  Було 117 помешкань (214/км²).
Расовий склад населення:
| - 94,2 % — білих - 3,1 % — корінних американців - 0,5 % — азіатів |

До двох чи більше рас належало 2,1 %. Частка іспаномовних становила 8,9 % від усіх жителів.
За віковим діапазоном населення розподілялося таким чином: 23,6 % — особи молодші 18 років, 51,8 % — особи у віці 18—64 років, 24,6 % — особи у віці 65 років та старші. Медіана віку мешканця становила 45,9 року. На 100 осіб жіночої статі у місті припадало 85,4 чоловіків;  на 100 жінок у віці від 18 років та старших — 89,6 чоловіків також старших 18 років.
Середній дохід на одне домашнє господарство  становив 39 951 долар США (медіана — 27 639), а середній дохід на одну сім'ю — 58 569 доларів (медіана — 41 250). Медіана доходів становила 31 875 доларів для чоловіків та 30 000 доларів для жінок. За межею бідності перебувало 19,7 % осіб, у тому числі 10,3 % дітей у віці до 18 років та 11,5 % осіб у віці 65 років та старших.
Цивільне працевлаштоване населення становило 78 осіб. Основні галузі зайнятості: освіта, охорона здоров'я та соціальна допомога — 23,1 %, будівництво — 15,4 %, сільське господарство, лісництво, риболовля — 15,4 %.